# Totenpass

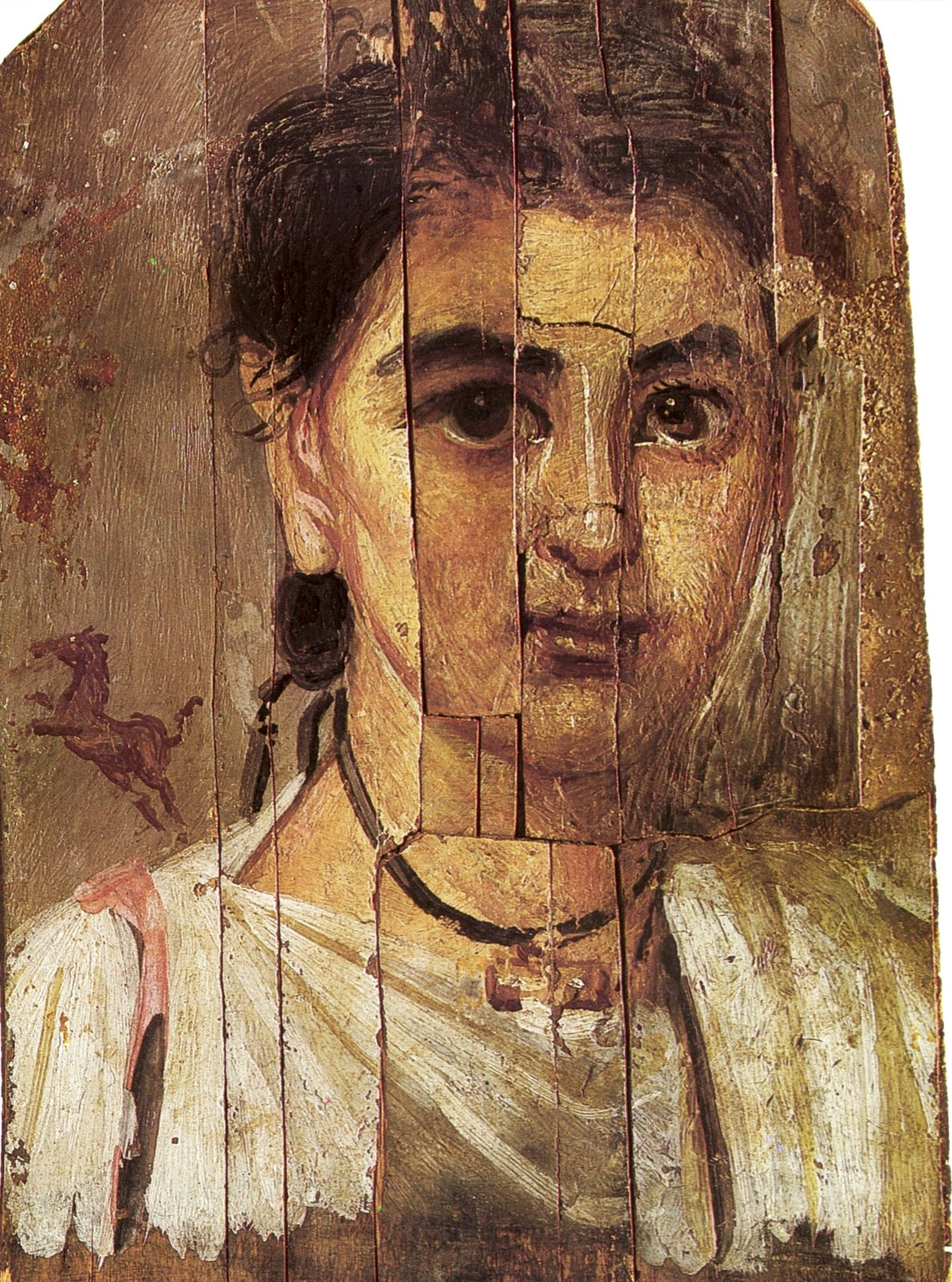
De vegades s'enrotllava un Totenpass en forma d'una fulla metàl·lica inscrita i s'introduïa en una càpsula d'un collaret, tal com es veu en aquest retrat funerari d'Egipte.

Totenpass (plural Totenpässe) és un terme alemany per referir-se a tauletes o plaques metàl·liques inscrites trobades en els sepulcres d'iniciats en l'orfisme, el culte a Dionís o religions de l'antic Egipte o semítiques. El terme significa "passaport pels difunts". Els Totenpässe es col·locaven prop del cos com una filactèria, o enrotllada i introduïda dins d'una càpsula al coll com un amulet. La inscripció explica a l'iniciat com navegar el més enllà.

## Exemples
El Museu J. Paul Getty té una fulla d'oració òrfica del segle IV aC de Tessàlia, un rectangle de fulla d'or que mesura aproximadament 26 per 38 mm.
El lloc d'enterrament d'una dona també a Tessàlia i que data de finals del segle IV aC contenia un parell de totenpässe en forma de lamellae (en llatí, 'làmines de metall primes', lamella en singular). Tot i que el terme "fulla" per descriure una làmina de metall té un ús metafòic modern, aquestes lamellae tenien forma de fulles cordades probablement per a representar heura; la gran majoria de Totenpässe d'aquest tipus són rectangulars. Les lletres gregues no estan inscrites en línies regulars, com en el cas de les làmines rectangulars, sinó que serpentegen per adaptar-se a la forma. Les fulles són petites i primes com el paper, una mesura 40 per 31 mm i l'altra 35 per 30 mm. Havien estat dipositades simètricament sobre el pit de la dona, que tenia els llavis tancats per una dànaca daurada o òbol de Caront, la moneda que s'ha de pagar al barquer dels morts perquè els porti pel riu Aqueront. En aquest cas, la moneda en particular té la representació del cap d'una Gorgona. També se situà a la tomba una figureta de terracota d'una mènades, una de les dones extàtiques en el seguici de Dionís.
Tot i que el text, que és serpentí i fràgil, és difícil de llegir, les inscripcions semblen parlar de la unitat de la vida i la mort i del renaixement, possiblement en forma divina. Se suposa que el difunt se situarà al davant de Persèfone, la Reina dels Morts, i afirmarà "He estat alliberat pel mateix Bacus."